# Бабингтон, Энтони
Энтони Бабингтон, или А́нтони Ба́бингтон (англ. Anthony Babington; 1561—1586) — глава католического заговора, участники которого хотели освободить из заключения Марию Стюарт и убить королеву Англии Елизавету I Тюдор.

## Биография
Энтони Бабингтон родился 24 октября 1561 года в семье дворян-джентри в графстве Дербишир. Будучи подростком, Бабингтон был нанят в дом графа Шрусбери в качестве пажа. Граф в течение пятнадцати лет был ответственным за охрану арестованной королевы Шотландии Марии Стюарт. Возможно, что уже тогда он проникся симпатией к Марии и стал её сторонником. Как честолюбивый и пламенный католик, Бабингтон был вовлечён Томасом Морганом в этот заговор (в который, кроме самой Марии Стюарт, был посвящён и король Испании Филипп II) вместе со своим помощником Джоном Сэвиджем, священником семинарии в Реймсе.
Находясь в заключении, в 1586 году (при помощи своего тюремщика Эмиаса Паулета), Мария Стюарт вступила с Бабингтоном в весьма рискованную и неосторожную переписку, в которой подробно обсуждался план её освобождения и покушения на жизнь её соперницы — английской королевы Елизаветы. Но начальнику разведки и контрразведки её величества, члену Тайного совета и министру Френсису Уолсингему, удалось перехватить эту переписку и обнаружить все нити заговора (по другой версии, заговор был спровоцирован его агентами). На основании имевшихся у него доказательств преданный королеве контрразведчик арестовал заговорщиков.
Энтони Бабингтон и тринадцать его сообщников были казнены 20 сентября 1586 года. Заключённых, находившихся в крепости Тауэр, привязали к экипажам и провели вдоль всего города, после чего четвертовали на специально возведённом для этой казни в Холборне эшафоте. Части тел заговорщиков были разложены по всему Лондону, в назидание тем, кто испытывал сомнения в необходимости быть лояльным действующей власти.
Пять месяцев спустя Мария Стюарт была обезглавлена в замке Фотерингей. Главным обвинительным свидетельством против неё стали письма, которыми она обменивалась с Бабингтоном.